# Кудзуси
Кудзуси (яп. 崩し:くずし) — термин в японских боевых искусствах, обозначающий выведение оппонента из равновесия, как физического, так и психоэмоционального.
Происходит от глагола кудзусу и имеет несколько значений:
| 1. | разрушать, разваливать, сносить |

| 2. | приводить в беспорядок |

| 3. | упрощать (написание иероглифа) |

| 4. | разменивать (деньги) |

| 5. | сбивать (цену) |

Таким образом, термин «кудзуси» относится не просто к выведению из равновесия, но к процессу приведения оппонента в позицию, в которой его устойчивость, и, следовательно, его способность к продолжению атаки, нейтрализуется.
В дзюдо кудзуси считается неотъемлемым принципом и первой из трёх фаз успешного проведения броска оппонента: кудзуси, цукури (создание предпосылки для броска), и какэ (выполнение броска).
Кудзуси — важный принцип во многих японских боевых искусствах, особенно в тех, методы которых имеют корни в дзю-дзюцу, например, дзюдо, шодокан айкидо и Вадо-рю карате.
Метод осуществления кудзуси зависит от ма-ай (боевой дистанции) и других условий. Его можно достичь используя:
- таи сабаки (изменение позиции),
- действия оппонента (толкать или входить, если противник тянет; тянуть или поворачиваться, если противник толкает),
- атэми (удары),
- сочетания вышеназванных способов.